# 鹧鸪氏奥义书
鹧鸪氏奥义书（羅馬化：Taittirīya Upaniṣad，音译为泰帝利耶奥义书）婆罗门教-印度教的早期哲学文献，商羯罗所选定的11部主要奥义书中的一部。通常认为，该书是写成时间最早的奥义书之一。
传统上将鹧鸪氏奥义书视为鹧鸪氏学派的经典。鹧鸪氏学派是专门学习黑夜柔吠陀的吠陀学派，他们传承的其它经典包括鹧鸪氏梵书和鹧鸪氏森林书。鹧鸪氏奥义书实际上就是鹧鸪氏森林书的一部分。全书的内容分为三章，分别对应于鹧鸪氏森林书的第七、八、九章。其中第一章实际与哲学无关，而主要讨论语音学（即六个吠陀支中的式叉支）。第二和第三章则重点论证和描述了宇宙的终极存在“我”。
鹧鸪氏奥义书用一种“相因而生”的逻辑来证明“我”的存在。其理论如下：“以太出于我，风出于以太，火出于风，水出于火，地出于水，植物出于地，食物出于植物，人出于食物”。于是，从低级到高级的世间万物都是由最基层的“我”（宇宙精神，宇宙本原）直接或间接产生的。

## 资料来源
- 《薄伽梵歌》，张保胜译，中国社会科学出版社，ISBN 7-5004-0529-4，174页
- 《五十奥义书》，徐梵澄译，中国社会科学出版社，ISBN 978-7-5004-1459-9